# Wasting Light
Wasting Light (tạm dịch: Ánh sáng biến chất) là album phòng thu thứ 7 của ban nhạc rock người Mỹ Foo Fighters. Album được hãng đĩa RCA Records phát hành 12 tháng 4 năm 2011, và đây là album đầu tiên có sự trở lại của tay guitar Pat Smear kể từ album The Colour and the Shape (1997), giúp ban nhạc có được một đội hình 5 người. Với mong muốn tìm lại được chất liệu chính từ những ngày đầu của ban nhạ và tránh sự giả tạo trong việc thu âm kỹ thuật số, trưởng nhóm Dave Grohl đã sắp xếp cho ban nhạc ghi âm tại garage của mình với việc chỉ sử dụng các thiết bị cũ. Các buổi ghi âm được giám sát bởi nhà sản xuất Butch Vig, người đã cùng hợp tác với Dave trong album Nevermind (1992) của Nirvana. Do việc sử dụng các thiết bị cũ không cho phép mắc phải nhiều lỗi kỹ thuật để sửa lại sau đó vào giai đoạn sản xuất hậu kì, ban nhạc buộc phải dành ba tuần để tập luyện các bài hát trong album, và Vig cũng phải học lại cách chỉnh sửa kỹ thuật cũ. Ban nhạc đã sử dụng những âm thanh thô và nặng hơn để tương phản với phong cách âm nhạc trong các album trước của họ. Hầu hết phần lời bài hát được Grohl viết về những suy ngẫm của mình về thực tại và tương lai. Các nghệ sĩ khách mời tham gia bao gồm Bob Mould, Krist Novoselic, Jessy Greene, Rami Jaffe và Fee Waybill.
Các buổi thu âm album được ban nhạc đăng lên trang trang web chính thức và Twitter, còn phần quảng bá album thì tổng hợp bộ phim tài liệu Back and Forth và tour diễn vòng quay thế giới bao gồm vài buổi diễn được tổ chức ngay tại nhà để xe của người hâm mộ. Wasting Light được ra mắt với thành công của đĩa đơn "Rope", trở thành bài hát thứ hai của lịch sử bảng xếp hạng Billboard Rock Songs có được vị trí quán quân ngay tuần đầu tiên. Đĩa đơn tiếp theo "Walk" cũng có được thứ hạng cao. Album có được thành công thương mại lớn khi đứng đầu bảng xếp hạng ở nhiều quốc gia và nhận được những đánh giá tích cực từ các nhà phê bình, với những lời khen cho các nhà sản xuất và khả năng sáng tác của ban nhạc. Năm 2012, Wasting Light cùng các bài hát trong album đã giúp Foo Fighters đoạt 5 Giải Grammy, trong đó có hạng mục "Album rock xuất sắc nhất".

## Danh sách và định dạng track
Tất cả các ca khúc được viết bởi Dave Grohl, Taylor Hawkins, Nate Mendel, Chris Shiflett và Pat Smear.
| STT              | Nhan đề               | Thời lượng |
| ---------------- | --------------------- | ---------- |
| 1.               | "Bridge Burning"      | 4:46       |
| 2.               | "Rope"                | 4:19       |
| 3.               | "Dear Rosemary"       | 4:26       |
| 4.               | "White Limo"          | 3:22       |
| 5.               | "Arlandria"           | 4:28       |
| 6.               | "These Days"          | 4:58       |
| 7.               | "Back & Forth"        | 3:52       |
| 8.               | "A Matter of Time"    | 4:36       |
| 9.               | "Miss the Misery"     | 4:33       |
| 10.              | "I Should Have Known" | 4:15       |
| 11.              | "Walk"                | 4:16       |
| Tổng thời lượng: | Tổng thời lượng:      | 47:54      |

| bản bonus track của Nhật | bản bonus track của Nhật | bản bonus track của Nhật |
| STT                      | Nhan đề                  | Thời lượng               |
| ------------------------ | ------------------------ | ------------------------ |
| 12.                      | "Better Off"             | 4:12                     |

| iTunes và Các sản phẩm thương mại | iTunes và Các sản phẩm thương mại             | iTunes và Các sản phẩm thương mại |
| STT                               | Nhan đề                                       | Thời lượng                        |
| --------------------------------- | --------------------------------------------- | --------------------------------- |
| 12.                               | "Rope" (Deadmau5 Remix)                       | 5:52                              |
| 13.                               | "Better Off"                                  | 4:12                              |
| 14.                               | "White Limo" (Video)                          | 3:35                              |
| 15.                               | "Walk" (Biểu diễn trực tiếp tại Roxy) (Video) | 4:23                              |

## Bảng xếp hạng
| Xếp hạng (2011)                 | Vị trí cao nhất |
| ------------------------------- | --------------- |
| Australian Albums Chart         | 1               |
| Austrian Albums Chart           | 1               |
| Belgian Albums Chart (Flanders) | 1               |
| Belgian Albums Chart (Wallonia) | 4               |
| Canadian Albums Chart           | 1               |
| Czech Albums Chart              | 4               |
| Danish Albums Chart             | 3               |
| Dutch Albums Chart              | 2               |
| Finnish Albums Chart            | 1               |
| French Albums Chart             | 18              |
| German Albums Chart             | 1               |
| Greek Albums Chart              | 6               |
| Irish Albums Chart              | 3               |
| Italian Albums Chart            | 4               |
| Japanese Albums Chart           | 9               |
| Mexican Albums Charts           | 52              |
| New Zealand Albums Chart        | 1               |
| Norwegian Albums Chart          | 1               |
| Album Ba Lan (ZPAV)             | 12              |
| Portuguese Albums Chart         | 3               |
| Spanish Albums Chart            | 7               |
| Swedish Albums Chart            | 1               |
| Swiss Albums Charts             | 1               |
| UK Albums Chart                 | 1               |
| US Billboard 200                | 1               |

| Xếp hạng (2011)          | Vị trí cao nhất |
| ------------------------ | --------------- |
| Austrian Albums Chart    | 26              |
| Australian Albums Chart  | 8               |
| Canadian Albums Chart    | 35              |
| Danish Albums Chart      | 41              |
| German Albums Chart      | 30              |
| New Zealand Albums Chart | 4               |
| Swiss Albums Chart       | 26              |
| US Billboard 200         | 39              |
| Xếp hạng (2012)          | Vị trí cao nhất |
| Australian Albums Chart  | 95              |
| New Zealand Albums Chart | 37              |

### Đĩa đơn
| Năm                                     | Đĩa đơn          | Vị trí xếp hạng cao nhất | Vị trí xếp hạng cao nhất | Vị trí xếp hạng cao nhất | Vị trí xếp hạng cao nhất | Vị trí xếp hạng cao nhất | Vị trí xếp hạng cao nhất | Vị trí xếp hạng cao nhất | Vị trí xếp hạng cao nhất | Vị trí xếp hạng cao nhất | Vị trí xếp hạng cao nhất | Vị trí xếp hạng cao nhất | Vị trí xếp hạng cao nhất | Vị trí xếp hạng cao nhất | Vị trí xếp hạng cao nhất | Vị trí xếp hạng cao nhất | Vị trí xếp hạng cao nhất | Chứng nhận  |
| Năm                                     | Đĩa đơn          | US                       | US Air                   | US Alt                   | US Main                  | US Rock                  | AUS                      | AUT                      | BEL                      | CAN                      | GER                      | JPN                      | NLD                      | NZ                       | SWI                      | UK                       | UK Rock                  | Chứng nhận  |
| --------------------------------------- | ---------------- | ------------------------ | ------------------------ | ------------------------ | ------------------------ | ------------------------ | ------------------------ | ------------------------ | ------------------------ | ------------------------ | ------------------------ | ------------------------ | ------------------------ | ------------------------ | ------------------------ | ------------------------ | ------------------------ | ----------- |
| 2011                                    | "Rope"           | 68                       | 58                       | 1                        | 1                        | 1                        | 55                       | 51                       | 7 [A]                    | 41                       | 83                       | 24                       | 31                       | —                        | —                        | 22                       | —                        |             |
| 2011                                    | "Walk"           | 83                       | 63                       | 1                        | 1                        | 1                        | 57                       | 49                       | 25                       | 49                       | —                        | 32                       | 58                       | 38                       | 74                       | 57                       | 1                        |             |
| 2011                                    | "Arlandria"      | —                        | —                        | —                        | —                        | —                        | —                        | —                        | —                        | —                        | —                        | —                        | —                        | —                        | —                        | 79                       | 1                        |             |
| 2011                                    | "These Days"     | — [B]                    | 94                       | 2                        | 5                        | 2                        | 60                       | —                        | 10 [A]                   | 63                       | —                        | —                        | —                        | —                        | —                        | —                        | 19                       | - AUS: Gold |
| 2012                                    | "Bridge Burning" | —                        | —                        | 27                       | 16                       | 24                       | —                        | —                        | —                        | 75                       | —                        | —                        | —                        | —                        | —                        | —                        | 14                       |             |
| "—" denotes singles that did not chart. |                  |                          |                          |                          |                          |                          |                          |                          |                          |                          |                          |                          |                          |                          |                          |                          |                          |             |

- A ^  "Rope" and "These Days" chỉ kết hợp trên doanh số bán hàng tại Bỉ và biểu đồ số (Ultratip). "Walk" đã lọt vào bảng xếp hạng đĩa đơn của Bỉ (Ultratop 50).
- B ^  "These Days" dù không vào được bảng xếp hạng Billboard Hot 100 nhưng cũng đứng khá cao Bubbling Under Hot 100 Đĩa đơn khi đứng ở vị trí 11.[59]

## Chứng nhận
| Khu vực        | Chứng nhận  |
| -------------- | ----------- |
| Australia      | 2× Bạch kim |
| Áo             | Vàng        |
| Bỉ             | Vàng        |
| Canada         | Bạch kim    |
| Phần Lan       | Vàng        |
| Đức            | Vàng        |
| Ireland        | Vàng        |
| Italy          | Vàng        |
| Netherlands    | Vàng        |
| New Zealand    | Bạch kim    |
| Ba Lan         | Vàng        |
| Vương quốc Anh | Bạch kim    |
| Hoa Kỳ         | Vàng        |